# Château de Kawate
Le château de Kawate (川手城, Kawate-jō) était un château japonais qui exista entre l'époque Nanboku-chō et l'époque Sengoku. Ses ruines se trouvent dans la ville actuelle de Gifu, préfecture de Gifu au Japon. Une autre façon d'écrire son nom en japonais est 革手城, qui a la même prononciation.
Il remplaça le château de Nagamori comme base des opérations de la région et servit de résidence pour le shugo régional jusqu'à ce que Saitō Dōsan se rende au château de Gifu. Après sa démolition, des monticules de terre restaient en place mais ils furent rasés à leur tour pour aider à la construction du château de Kanō.